# Orestes (Makedonien)
Orestes (altgriechisch Ὀρέστης Oréstēs) war der Sohn des Archelaos I. von Makedonien und der Kleopatra.
Als Orestes König von Makedonien wurde, war er noch ein Kind, deshalb übernahm Aeropos II., sein Wächter, die Regierungsgeschäfte für ihn. Diodor berichtet, dass Orestes nach vier Jahren der gemeinsamen Regierung von Aeropos ermordet wurde.